# Scoliocentra caucasicus
Scoliocentra caucasicus är en tvåvingeart som beskrevs av Woznica 2006. Scoliocentra caucasicus ingår i släktet Scoliocentra och familjen myllflugor. Inga underarter finns listade i Catalogue of Life.